# Улица Косенко (Киев)
У́лица Косе́нко (укр. ву́лиця Косе́нка) — улица в Подольском районе города Киева, местность посёлок Шевченко. Пролегает от пересечения улиц Сошенко и Лесозащитной до пересечения проспектов Свободы и Проспект Георгия Гонгадзе.
Примыкают улицы Кобзарская, Красицкого, Орская, Луки Долинского (Кареловская), Гамалиевская (Александра Бестужева) и переулок Межевой.

## История
Улица возникла в первой половине XX века и состояла из двух улиц: (2-й) Лесной и (2-й) Полевой. Обе улицы были объединены под современным названием в честь украинского композитора Виктора Косенко в 1955 году.

## Застройка
С непарной стороны застройка представлена частным сектором. С парной стороны улицы расположен Пуща-Водицкий лес.